# الدوري البرتغالي الدرجة الثانية 1976–77
الدوري البرتغالي الدرجة الثانية 1976–77 (بالبرتغالية: II Divisão de 1976–77‏) هو موسم من الدوري البرتغالي الدرجة الثانية. فاز فيه نادي ماريتيمو.